# Fishers
Fishers è un comune degli Stati Uniti d'America, nella Contea di Hamilton, nello Stato dell'Indiana.
Fu fondata con il nome di Mudsock; il nome fu poi cambiato in Fishers Switch, fino al 1908 quando assunse la forma attuale di Fishers.